# Émile Renouf
Émile Renouf (født 23. juni 1845 i Paris, død 6. maj 1894 sammesteds) var en fransk maler og raderer.
Renouf, der var elev af Gustave Boulanger, Jules Lefebvre og Carolus-Duran, har især vundet berømmelse ved landskabs-, marine- og genrebilleder fra Honfleuregnen, som han udstillede fra 1870'erne. Stakkels ven (1879) købtes af den franske stat, Enke (1880) 
kom til museet i Quimper, Lodsen (1883), der som flere andre af Renoufs arbejder prisbelønnedes, til museet i Rouen, andre til Luxembourgmuseet. Også i 
Metropolitan Museum of Art i New York (Renouf var selv i Amerika 1886) er han repræsenteret. Endvidere udførte Renouf en del portrætter.